# 马塞洛 (都灵广域市)

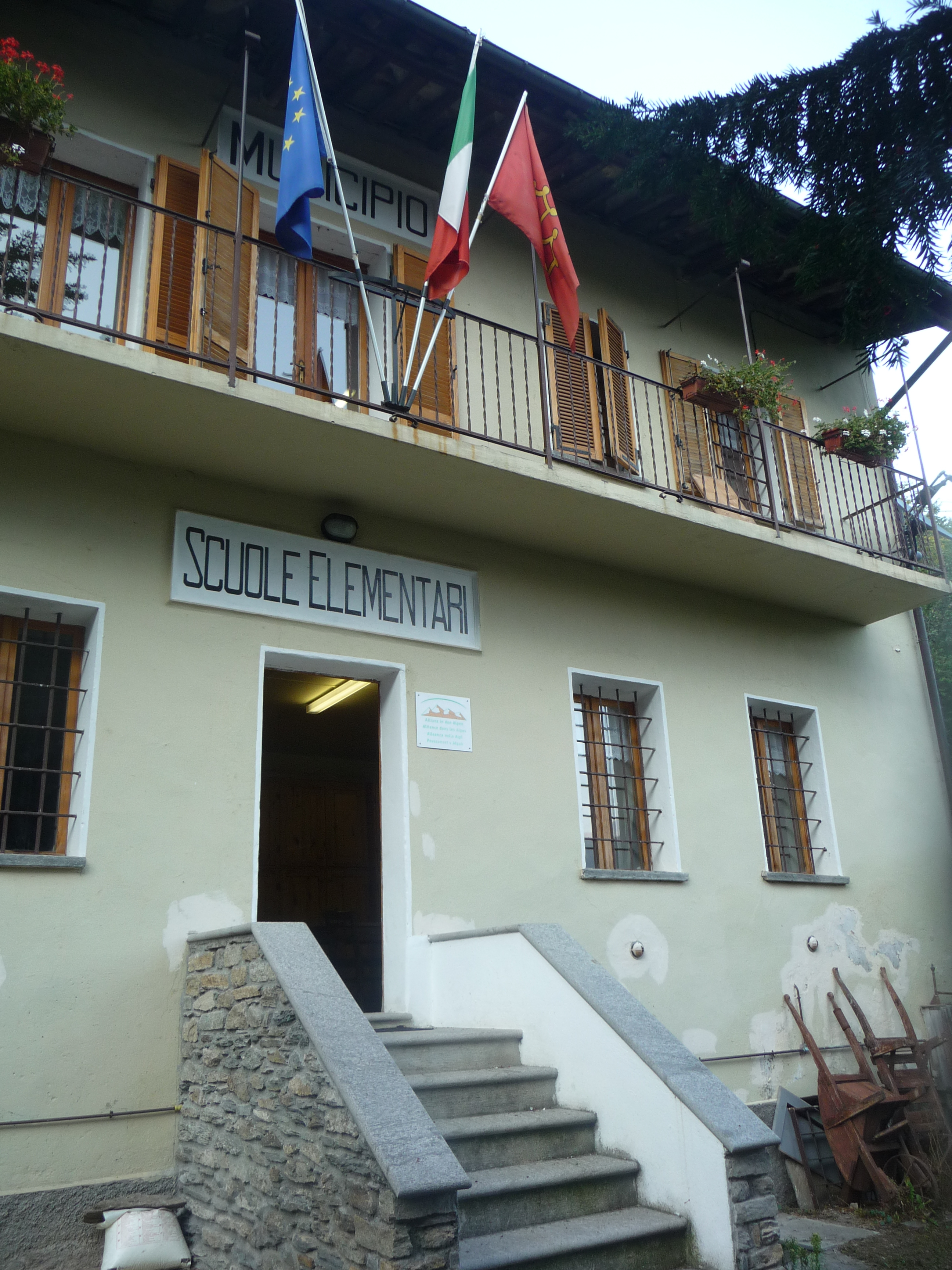
市政厅

马塞洛（義大利語：Massello）是意大利皮埃蒙特大区都靈廣域市的市镇。位于都灵西边50公里处，面积为38.9平方公里，人口数量为57人（2012年）。